# Maidens
Maidens ist eine Ortschaft in der schottischen Council Area South Ayrshire. Sie liegt rund zwölf Kilometer nördlich von Girvan und 18 km südwestlich von Ayr an der Küste des unteren Firth of Clyde. Die Felsformationen entlang des Küstenabschnitts bilden bei Maidens einen Naturhafen. Im Rahmen des Zensus 2011 wurde die Einwohnerzahl Maidens auf 461 bestimmt.
Die A719 (Ayr–Turnberry) führt direkt durch die Ortschaft und schließt sie an das Fernstraßennetz an. Zwei Kilometer östlich verläuft die A77. Nördlich von Maidens befindet sich mit Culzean Castle eine der bedeutendsten Touristenattraktionen South Ayrshires. Zahlreiche Gebäude der Schlossanlage sind denkmalgeschützt. Direkt südlich der Ortschaft erstrecken sich die weitläufigen Anlagen des Turnberry Golf Clubs.